# Leiding
Leiding (ou Leidingen en allemand) est un village transfrontalier située sur la frontière entre l'Allemagne et la France. Celle-ci est située au milieu de la grand-rue appelée rue de la frontière en français et Neutrale Straße (« rue neutre ») en allemand. Ainsi les maisons sont françaises si elles se trouvent sur le côté ouest et allemandes si elles sont sur le côté est.
Il appartient à la France dans sa totalité jusqu'en 1815, avant d'être cédé à la Prusse. En 1829, la partie occidentale est restituée à la France.

## En France
En France, il fait partie de la commune d'Heining-lès-Bouzonville, en Moselle, et comptait 28 habitants en 2007. En comptant la partie allemande, la population dépasse ± 200 habitants.

### Toponymie
Anciennes mentions : Leudinga (969), Leyding (1793 et 1801).

### Histoire
Village de l'ancienne province de Lorraine, puis commune de la Moselle, Leiding absorbe la commune de Schreckling en 1810. Cédé à la Prusse dans sa totalité par le traité de Paris de 1815, il est partiellement restitué à la France par la convention de délimitation du 23 octobre 1829, pour être finalement rattaché à Heining-lès-Bouzonville en 1830.

### Édifice religieux

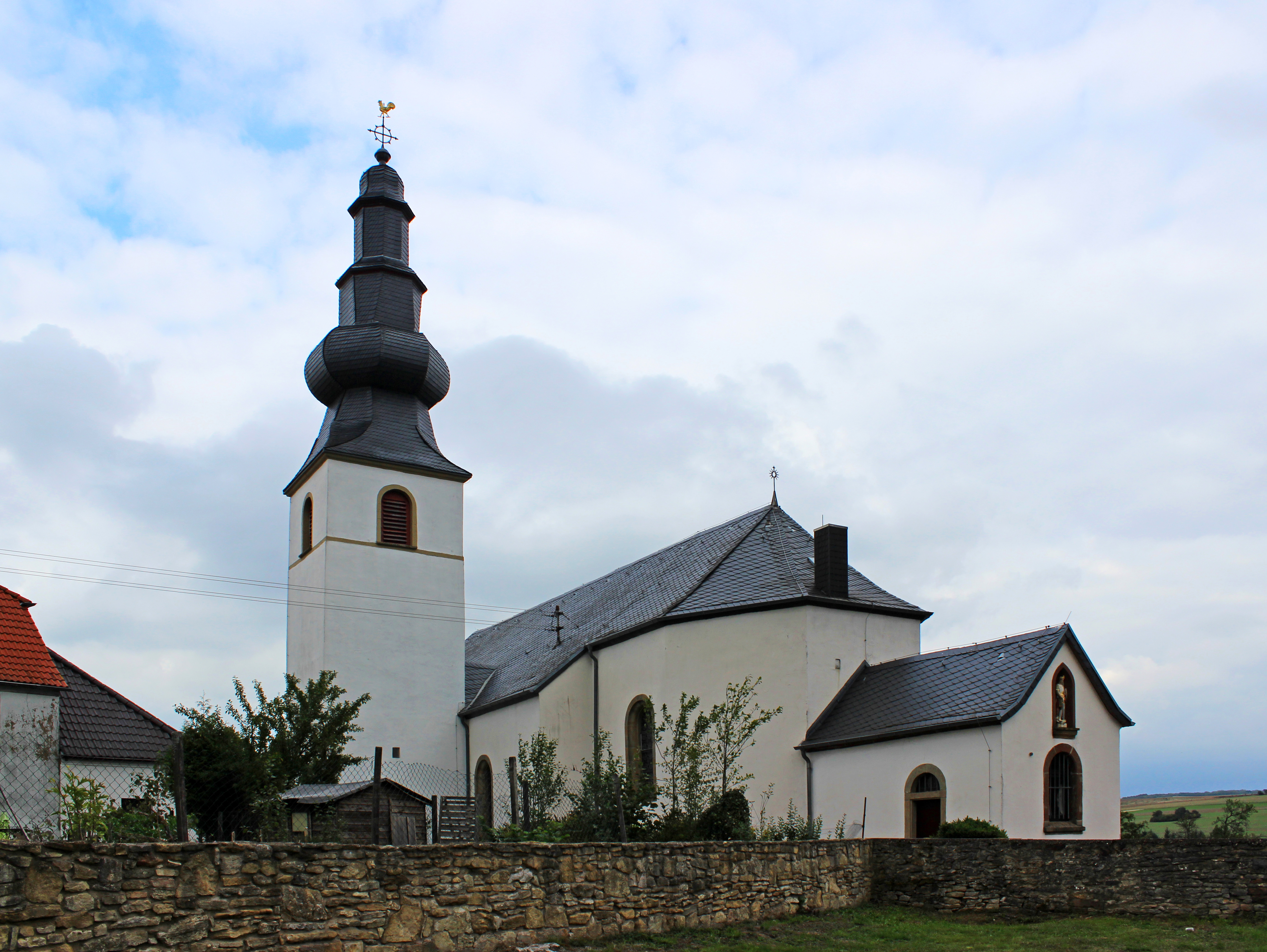
Église St. Remigius de Leidingen.

L'église Sainte-Jeanne d'Arc de Leiding, située près de la frontière sarroise, est bâtie par le gouvernement entre 1936 et 1939, à la suite de la fermeture de la frontière de la Sarre. En 2016, la Fondation du patrimoine y participe au financement de la réalisation de six vitraux.

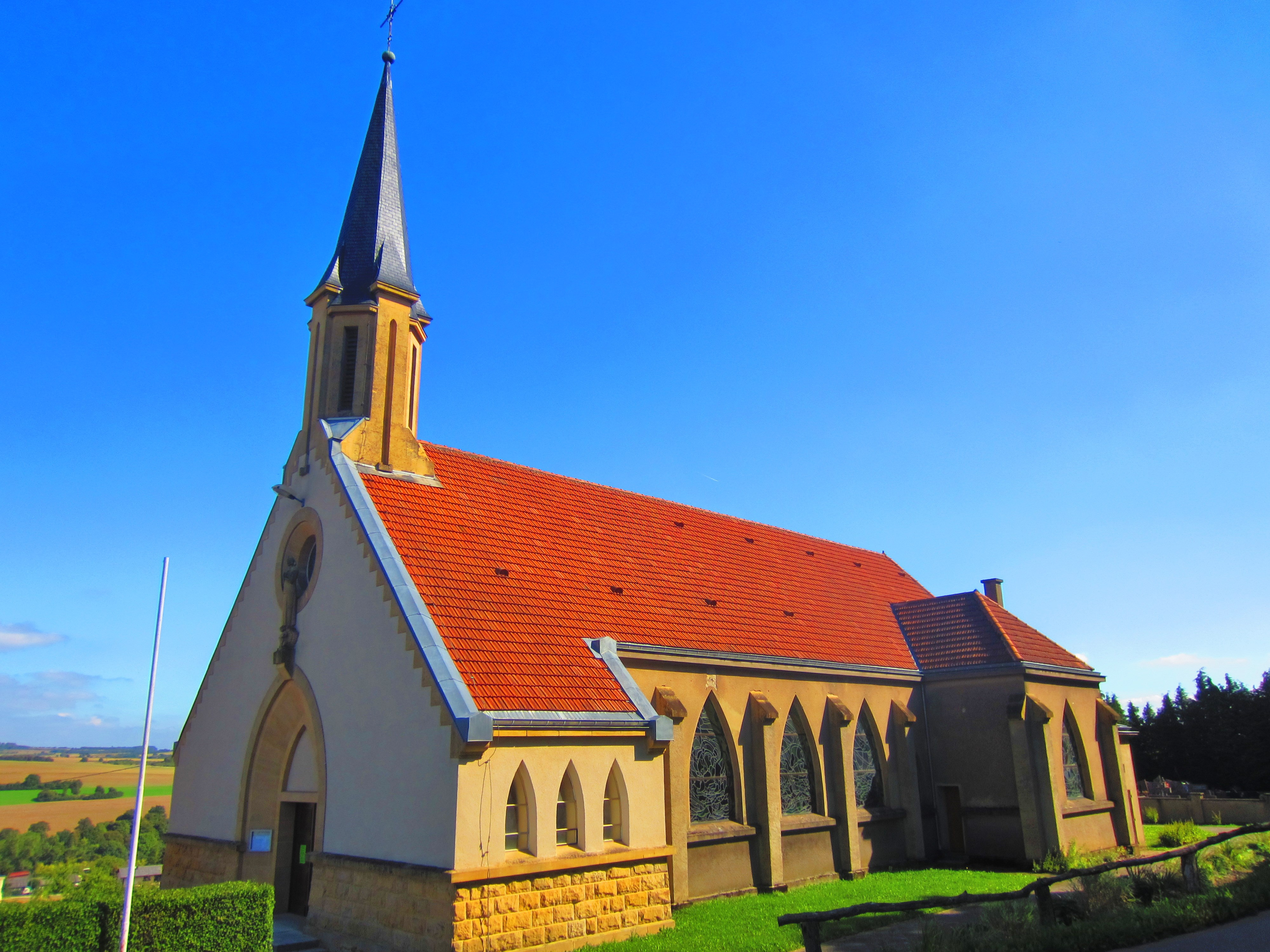
Église de Leiding.

### Démographie
| 1800 | 1806 | 1821 |
| ---- | ---- | ---- |
| 141  | 146  | 516  |

## En Allemagne
Ancienne commune indépendante, Leidingen fait partie depuis 1974 de la municipalité de Vaudrevange (Wallerfangen) dans le Landkreis de Sarrelouis en Sarre, et totalisait 189 habitants en 2008.